# Melissa Hinz
Pour les articles homonymes, voir Hinz.
Melissa Hinz, née le 5 novembre 1985, est une coureuse cycliste namibienne.

## Biographie
Elle remporte la médaille de bronze du championnat d'Afrique du contre-la-montre 2024 à Eldoret.

## Palmarès
- 2020
  -  Championne de Namibie du contre-la-montre
- 2022
  - 2e du championnat de Namibie du contre-la-montre
  - 3e du championnat de Namibie sur route
- 2023
  -  Championne de Namibie du contre-la-montre
  -  Médaillée d'argent du championnat d'Afrique du contre-la-montre par équipes
  - 2e du championnat de Namibie sur route
- 2024
  - 2e du championnat de Namibie du contre-la-montre
  - 2e du championnat de Namibie sur route
  -  Médaillée de bronze du championnat d'Afrique du contre-la-montre

## Classements mondiaux
| Année                                 | 2020 | 2021 | 2022 | 2023 | 2024 |
| ------------------------------------- | ---- | ---- | ---- | ---- | ---- |
| Classement UCI                        | 396e | nc   | 589e | 303e | 263e |
|                                       |      |      |      |      |      |
| Légende : nc = non classéSource : UCI |      |      |      |      |      |